# 2. nordlige breddekreds
Den 2. nordlige breddekreds (eller 2 grader nordlig bredde) er en breddekreds, der ligger 2 grader nord for ækvator. Den løber gennem Atlanterhavet, Afrika, det Indiske Ocean, Sydøstasien, Stillehavet og Sydamerika.